# Kotowo Stare
Kotowo Stare [pronunciación en polaco: /kɔˈtɔvɔ ˈstarɛ/] es un pueblo ubicado en el distrito administrativo de Gmina Jedwabne, dentro delCondado de Łomżun, Voivodato de Podlaquia, en el norte de Polonia oriental. Se encuentra aproximadamente a 6 kilómetros al sur de Jedwabne, a 18 kilómetros al noreste de Łomżun, y a 59 kilómetros al oeste de la capital regional Białystok.